# Boophis majori
Boophis majori is een kikker uit de familie gouden kikkers (Mantellidae). De soort werd voor het eerst wetenschappelijk beschreven door George Albert Boulenger in 1896. Oorspronkelijk werd de wetenschappelijke naam Rhacophorus majori gebruikt. De soort behoort tot het geslacht Boophis. De soortaanduiding majori is een eerbetoon aan Charles Immanuel Forsyth Major.

## Leefgebied
De kikker is endemisch in Madagaskar. De soort komt voor in het oosten van het eiland en leeft in de subtropische bossen van Madagaskar op een hoogte van 100 tot 1500 meter boven zeeniveau.

## Synoniemen
- Rhacophorus majori Boulenger, 1896